# Sanpoil
Sanpoil (San Poil, .n.selixtcl'n,  Nesilextcl'n; Kod Lewisa i Clarka Hihighenimmo), pleme ili grupa plemena američkih Indijanaca porodice Salishan s rijeke Sanpoil i Nespelem Creeka i na Columbiji niže od Big Benda u Washingtonu. pravi sanpoili sastojali su se od bandi Kathlpuspustenak, Saamthlk, Shnhsulauhuwa (Shahsulauhuwa), S-hulalstu, Snaakau, Snukeiltk, Stkukualkuhunak, Swathlwathlaskink i Snpuiluk. Od 1872. nalaze se na rezervatu Colville. Brojno stanje 1892. bilo je 300.

## Ime
Naziv Sanpoil ponekad je pisana i u francuskom obliku Sans Poils, što znači 'without bristles' ili 'hairless', no vjerojatnije je da je ta rijeć indijanskog porijekla. Javlja se i u oblicima Sans Puelles, Sinapoils, Sinipouals, Sinpaivelish, Sinpohellechach, Sinpoilschne i Siur Poils.

## Sela i bande
Bez Nespelem Indijanaca, njihovih najbližih rođaka Sanpoili su imali sljedeća sela i bande
- Enthlukaluk, selo, milju i pol od ušća Sanpoila.
- Shahsulauhuwa, banda iz sela Hahsulauk.
- S-hulalstu, u selu Hulalst. Pripada im i ribarski područje Nhohogus.
- Hwatsam, zimski logor.
- Kakamkam, na otocima u rijeci Sanpoil, blizu ušća.
- Kathlpuspustenak, u selu Kathlpuspusten.
- Ketapkunulak, na obalama Columbije, istočno od Sanpol Rivera.
- Snaakau, u selu Naak.
- Npokstian, zimski logor.
- Snpuiluk u selu Npuiluk, na ušću Sanpoil Rivera, pripadaju im logori: Snkethlkukwiliskanan i Kethltselchin; zimski logori Tsaktsikskin i Nthlahoitk.
- Saamthlk u selu Saamthlk.
- Skekwilk, na zapadnoj strani Sanpoil Rivera, oko milju od ušća.
- Snputlem, istočna obala Sanpoil Rivera, oko 8 milja od ušća.
- Snukeiltk u selu Snukeilt, na zapadnoj strani Columbije, oko poča milje od ušća Spokane.
- Stkukualkuhunak u selu Tkukualkuhun.
- Swathlwathlaskink u selu Wathlwathlaskin.

## Povijest
Sanpoil populacija 1700. iznosila je otprilike 1700 duša, a 1800. i 1850. ima ih oko 1300. Dolaskom bijelih naseljenika 1841. dolazi do sukoba i do 1905. preostalo ih je 324 na rezervatu Colvile, a 1909 178. Sa SAD-om Sanpoli nisu potpisali nijedan ugovor, a 1850. se priključuju  plemenu Colville, s kojima će 1872. utemeljenjem rezervata Colville biti smješteni u taj rezervat s rođacima Nespelem. Danas se vode kao dio konfederacije Confederated Tribes of the Colville Reservation. 
Sanpoili (kao i Nespelimi) su opisani kao narod koji se ignorantski ponaša prema mametanju kršćanske vjere, i striktno se drži svojih običaja i religije. Jedan opis iz 1870. kaže da su najmanje civilizirani i najnezavisnije pleme Washingtona koje je bogato konjima i stokom, i potpuno zadovoljno svojim načinom života, da neće ništa prihvatiti što im god vlada ponudi, osim doktora i vjeroučitelja.

## Vanjske poveznice
- Sanpoil